# ラリー・カールトン
ラリー・ユージン・カールトン（英語: Larry Eugene Carlton、1948年3月2日 - ）は、アメリカ合衆国カリフォルニア州トーランス出身のジャズギタリスト、作曲家。ベーシストのトラヴィス・カールトンは実息で、ツアーにも同行したことがある。

## 来歴
6歳の頃からギターを始め、ハイスクール時代にはブルース・ギタリストのB.B.キングやジャズ・サックス・プレーヤーのジョン・コルトレーンに影響を受け、ジャズを演奏し始める。スリム・エドワーズやジョー・パスに師事した。1966年から1968年までL.A.ハーバー・カレッジ、1968年から1970年をロングビーチ州立大学で音楽を専攻した。サンディエゴで開かれた南カリフォルニア・ビッグ・バンド・コンテストで最優秀ソロイスト賞を受賞し、1968年にファースト・アルバム『With a Little Help from My Friends』をリリース。その後もソロでの経歴を重ね、1971年から1976年までジャズ・ロック・グループ、ザ・クルセイダーズに参加する。1977年にはワーナー・ブラザース・レコードと契約し、1978年から1984年に掛けて、6枚のソロ・アルバムを制作した。その楽曲と演奏に対し、4つのグラミー賞を受賞している。1970年代には、ロサンゼルスでセッション・ミュージシャンとしても活躍し、スティーリー・ダンやジョニ・ミッチェルも含む多数のアルバムに参加している。ローリング・ストーン誌のベスト・ギター・ソロに関する投票では、"Kid Charlemagne"(スティーリー・ダンのアルバム『幻想の摩天楼』に収録)でのプレイが第3位に選ばれている。
1985年には、アコースティック・ジャズ・アルバム制作のために、MCAレコードと契約した。その成果が、アルバム『アローン・バット・ネヴァー・アローン』である。この年から1990年の間、カールトンは様々なソロ・プロジェクトで活動し、再度グラミー賞を受賞している。しかし、アルバム『オン・ソリッド・グラウンド』制作中の1988年4月、"Room 335"（南カルフォルニアにある自宅のプライベート・スタジオ）の外にいた青年に銃撃される事件が起きた。幸い一命はとりとめたものの、この銃撃により彼の声帯は破壊された上、左腕にも麻痺が残り、発声をしたりギターが演奏できるようになるまでには半年以上を要したほどの重傷であった。彼自身も重大な精神的外傷を負ったが、徹底的な治療とポジティブな持ち前の精神力で、最終的にはこのアルバムを完成させ、1989年に発表した。1991年からはブルース・アルバムのレコーディングを開始するが、ジャズ制作のオファーがあったため、制作は遅れることとなった。このブルース・アルバム『レネゲイド・ジェントルマン』は、最終的には2年後の1993年にリリースされた。
1994年から1997年に掛けて多くのツアーに参加し、また、1995年にリー・リトナーとのデュエット・アルバム『ラリー&リー』をリリースした。1997年からはリトナーに代わり、スムーズジャズグループであるフォープレイに参加。リトナーと違い、それまであまり他のメンバーとのセッションが無かったため、参加当初は従来からのブルース志向に拍車が掛かるなど、グループ内での音楽性の違いがやや見受けられた。しかし、活動を続けるに従い、双方にリトナー時代と違った融合が生まれた新フォープレイの確立に成功し、ソロ活動においてもフュージョンとブルースをより上手く融合した、新しいカールトン・ミュージックを確立した。
1998年11月、ブルーノート東京の企画でTOTOのスティーヴ・ルカサーと日本ツアーを行い、その模様を収録した『ノー・サブスティテューションズ〜ライヴ・イン・大阪』を2001年にリリースしヨーロッパと日本でツアーを行った。このアルバムは翌年第44回グラミー賞で最優秀インストゥルメンタル・ポップ・アルバム賞を受賞した。また2015年にも再びルカサーとのアジア・ツアーが行われた。
2003年には、10年ぶりとなる全編ブルースとなるアルバム『サファイア・ブルー』をリリース。彼自身の原点回帰を行っている。
当時所属していたフォープレイが、BMGのアリスタ傘下のブルーバード・レコードに移ったことにより、カールトンも移籍、2005年に『ファイアワイヤー』を発表。その後メジャー・レーベルから離れ、自主レーベル335レコードを創設、2007年に自己のヒット曲をリテイクしたGreatest Hits Records Vol.1をリリースしている。
2010年にはソロ活動に従事する為、フォープレイを脱退。6月に、B'zのギタリスト松本孝弘との共作『TAKE YOUR PICK』をリリースし、日本ツアーを行い（その後台湾、香港で追加公演）、このアルバムは翌年第53回グラミー賞で最優秀インストゥルメンタル・ポップ・アルバム賞を受賞した。

## 使用機材
ES-335を使用していることでよく知られており、'Mr.335'という愛称で呼ばれている。彼が所有するホームスタジオの名前も、アルバム「夜の彷徨」収録の曲に合わせて「Room 335」という名前にしている。ギブソン社は、カールトンが所有する1968年製のES-335を元に、ラリー・カールトン・シグネチャーモデルを発売している。また、かつてはヴァレー・アーツ社ともエンドースメント契約を結んでいた。
この他にもフェンダー・ストラトキャスター、フェンダー・テレキャスター、レスポール・スペシャル等を使用している。
アンプは、ダンブルアンプを使用している。ダンブルアンプの状態やライブハウスによってはフェンダー社製アンプやブルードトーンを使うことがある。2018年現在、ダンブルが製造を打ち切ったことと、本人が所有しているアンプが老朽化したため、ダンブルに代わってブルードトーンのアンプがメインとなっている。1980年代にはメサ・ブギーのアンプを使用していたこともある。

## ディスコグラフィ

### アルバム
| 発売年 | タイトル | レーベル        |
| ------ | --- | --------------- |
| 1968年 | With a Little Help from My Friends                                                                                 | UNI             |
| 1973年 | シンギング&プレイング - Singing/Playing                                                                            | Blue Thumb      |
| 1978年 | 夜の彷徨 - Larry Carlton                                                                                           | Warner Brothers |
| 1979年 | MR.335 ライヴ・イン・ジャパン - Mr. 335 Live in Japan                                                              | Warner Brothers |
| 1980年 | ストライクス・トワイス - Strikes Twice                                                                             | Warner Brothers |
| 1982年 | 夢飛行 - Sleepwalk                                                                                                 | Warner Brothers |
| 1982年 | エイト・タイムス・アップ - Eight Times Up                                                                          | Warner Brothers |
| 1983年 | フレンズ - Friends                                                                                                 | Warner Brothers |
| 1986年 | アローン・バット・ネヴァー・アローン - Alone/But Never Alone                                                       | MCA             |
| 1986年 | ラスト・ナイト - Last Nite                                                                                         | MCA             |
| 1987年 | ディスカヴァリー - Discovery                                                                                       | MCA             |
| 1989年 | オン・ソリッド・グラウンド - On Solid Ground                                                                       | MCA             |
| 1989年 | クリスマス・アット・マイ・ハウス - Christmas at My House                                                           | MCA             |
| 1992年 | キッド・グローヴス - Kid Gloves                                                                                    | GRP             |
| 1993年 | レネゲイド・ジェントルマン - Renegade Gentleman                                                                    | GRP             |
| 1995年 | ラリー&リー - Larry & Lee, リー・リトナーとの連名                                                                  | GRP             |
| 1996年 | ザ・ギフト - The Gift                                                                                              | GRP             |
| 2000年 | フィンガープリンツ - Fingerprints                                                                                  | Warner Brothers |
| 2001年 | ノー・サブスティテューションズ〜ライヴ・イン・大阪 - No Substitutions: Live in Osaka, スティーヴ・ルカサーとの連名 | Favored Nations |
| 2001年 | ディープ・イントゥ・イット - Deep into It                                                                          | Warner Brothers |
| 2003年 | サファイア・ブルー - Sapphire Blue                                                                                 | Bluebird        |
| 2006年 | ファイアワイヤー - Firewire                                                                                        | Bluebird        |
| 2007年 | グレイテスト・ヒッツ・リレコーディドvol.1 - Greatest Hits Rerecorded Volume One                                    | GRP             |
| 2010年 | TAKE YOUR PICK - Take Your Pick, 松本孝弘との連名                                                                  | Vermillion      |
| 2010年 | プレイズ・ザ・サウンド・オブ・フィラデルフィア - Plays the Sound of Philadelphia                                   | 335             |
| 2011年 | New Morning: The Paris Concert                                                                                     | 335             |
| 2012年 | Four Hands and a Heart Volume One                                                                                  | 335             |
| 2013年 | Unplugged, ロベン・フォードとの連名                                                                                | 335             |
| 2015年 | @ Billboard Live Tokyo, デイヴィッド・T・ウォーカーとの連名                                                        | 335             |
| 2016年 | ライヴ・アット・ブルーノート東京 - At Blue Note Tokyo, スティーヴ・ルカサーとの連名                                | 335             |
| 2017年 | Lights On, SWRビッグ・バンドとの連名                                                                               | 335             |
| 2021年 | Soul searchin' , ポール・ブラウンとの連名                                                                          | シャナキー      |

### ベスト・アルバム
| 発売年 | タイトル                                                                    | レーベル           |
| ------ | --------------------------------------------------------------------------- | ------------------ |
| 1990年 | コレクション - Collection                                                   | GRP                |
| 1992年 | ベスト・オブ・ミスター335 - The Best of Mr. 335                             | Warner Music Japan |
| 1997年 | Collection Volume 2                                                         | GRP                |
| 2005年 | ヴェリー・ベスト・オブ・ラリー・カールトン - The Very Best of Larry Carlton | GRP                |

### ビデオ
| 発売年 | タイトル                                                   | 注釈       |
| ------ | ---------------------------------------------------------- | ---------- |
| 1987年 | Larry Carlton Live                                         |            |
| 1989年 | Star Licks Larry Carlton                                   | 教則ビデオ |
| 1992年 | Star Licks Larry Carlton Vol.2                             | 教則ビデオ |
| 1997年 | Larry Carlton Live at Montreal International Jazz Festival |            |

### DVD
| 発売年 | タイトル                                    | 注釈                         |
| ------ | ------------------------------------------- | ---------------------------- |
| 2001年 | Carlton Lukather Band - The Paris Concert   | スティーヴ・ルカサーとの連名 |
| 2010年 | Live 2010 Take Your Pick at Blue Note Tokyo | 松本孝弘との連名             |